# Terry Moore (Comiczeichner)

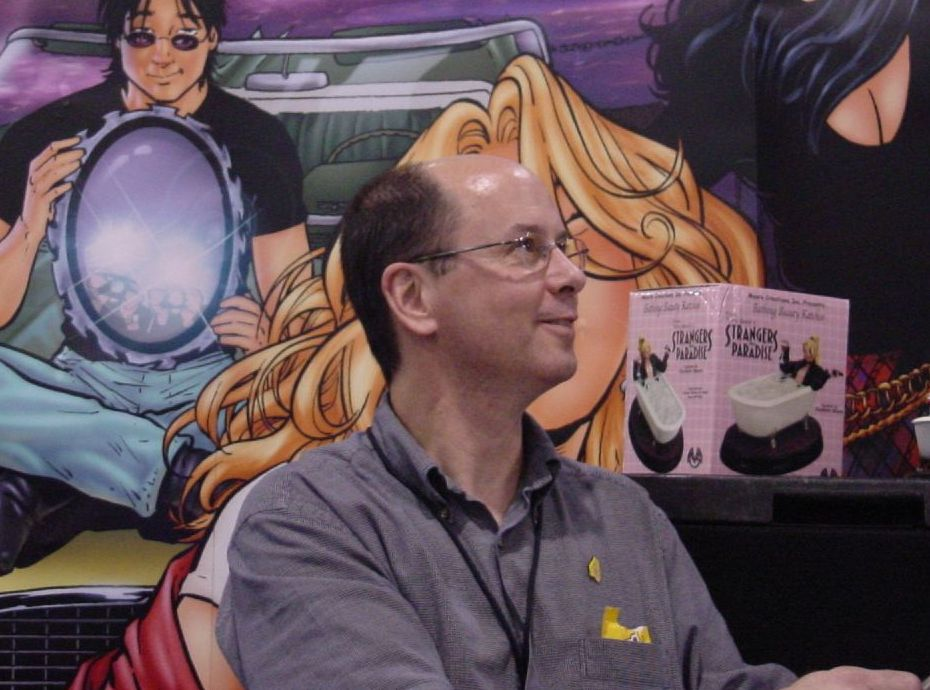
Terry Moore im Jahr 2006

Thomas Terrell Moore (* 19. November 1954 in Houston) ist ein US-amerikanischer Comicautor und -Zeichner. Bekannt wurde er durch sein preisgekröntes Werk Strangers in Paradise. Ab 2008 erschien seine Serie Echo, ab 2012 seine Serie Rachel Rising. Außerdem arbeitete er als Autor an den Serie Spider-Man loves Mary Jane (5 Ausgaben 2007) und Runaways (9 Ausgaben 2008–2009). Die deutschsprachigen Ausgaben von Strangers in Paradise, Echo und Rachel Rising erscheinen im Verlag Schreiber & Leser.

## Leben
Bevor er sich als Comicautor selbständig machte, war er Videoeditor in einer Werbeagentur. Nach dem mehrfach fehlgeschlagenen Versuch, als Autor und Zeichner sogenannter „Daily Strips“ bei einer Tageszeitung unter Vertrag genommen zu werden, wurde er beim Besuch eines Comicshops auf den damals boomenden Markt sogenannter alternativer Comics aufmerksam.
Aus dieser Inspiration erwuchs sein bisheriges Hauptwerk Strangers in Paradise, das er über seinen eigenen Verlag Abstract Studio vertreibt.
Terry Moore lebt in Houston mit seiner Ehefrau Robyn Moore, ihren zwei gemeinsamen Kindern und dem Hund der Familie, einem Shih Tzu namens Misha.

## Werke

### Erstveröffentlichungen

#### Strangers in Paradise
- Volume 1, Nr. 1 bis 3, November 1993 bis Februar 1994, Antarctic Press[1]
- Volume 2, Nr. 1 bis 14, September 1994 bis Juli 1996, Abstract Studio[2]
- Volume 3, Nr. 1 bis 8, Oktober 1996 bis August 1997, Homage/Image Comics[3]
- Volume 3, Nr. 9 bis 90, September 1997 bis Juni 2007, Abstract Studio[4]

Zum Umfang von Strangers in Paradise zählen darüber hinaus noch die im Februar 1996 unter dem Titel Lyrics & Poems (als Heftnummer 93298) erschienene Sammlung Moores lyrischer Werke, sowie das im Oktober 2003 veröffentlichte SiP Source Book.

#### ...Paradise, Too!
Nr. 1 bis 14 - 2000 bis 2003 - Abstract Studio

#### Echo
Nr. 1 erschien am 5. März 2008. Bis Juni 2011 sind 30 Ausgaben erschienen.

#### Rachel Rising
Eine Horrorcomic-Serie, die von August 2011 bis Mai 2016 erschien und 2012 für den Harvey Award nominiert war. Die Serie ist bei Schreiber & Leser auch auf Deutsch komplett erschienen.

### Als Gastzeichner/-autor
Wie viele andere seiner Kollegen arbeitet auch Terry Moore gelegentlich an Publikationen anderer Künstler mit. Besonders häufig bestehen solche „Gastauftritte“ in ganzseitigen Zeichnungen, die, wohl wegen der entfernten Verwandtschaft zu den gleichnamigen Heftbeilagen, als Pin-up bezeichnet werden.
| Titel                                    | Kommentar        | Jahr | Verlag               |
| ---------------------------------------- | ---------------- | ---- | -------------------- |
| Hit The Beach Nr. 1                      | Pinup            | 1993 | Antarctic Press      |
| Ninja High School Swimsuit Special Nr. 2 | Pinup            | 1993 | Antarctic Press      |
| Genus Nr. 2                              | Comicstrip       | 1993 | Antarctic Press      |
| Genus Nr. 4                              | Titelseite       | 1994 | Antarctic Press      |
| Real Stuff Nr. 17                        | Minicomic        | 1994 | Fantagraphic Books   |
| Sandman: Gallery of Dreams               | Pinup            | 1994 | DC Vertigo           |
| Negative Burn Nr. 13                     | Minicomic        | 1994 | Caliber Press        |
| Negative Burn Nr. 15                     | Rückseite        | 1994 | Caliber Press        |
| Negative Burn Nr. 16                     | Co-Autor         | 1994 | Caliber Press        |
| Sandman: The Endless Gallery             | Pinup            | 1995 | DC Vertigo           |
| Femforce Pinup Portfolio Nr. 5           | Pinup            | 1995 | AC Comics            |
| THB Nr. 5                                | Pinup            | 1995 | Horse Press          |
| Small Press Swimsuit Spectacular Nr. 1   | Pinup            | 1995 | Allied Comics        |
| Lady Supreme Nr. 1                       | Zeichner & Autor | 1996 | Image Comics         |
| Lady Supreme Nr. 2                       | Autor            | 1996 | Image Comics         |
| Kabuki: Masks Of The Noh Nr. 3           | Pinup            | 1996 | Caliber Press        |
| Asylum Nr. 10 („Lady Supreme“ Teil 3)    | Autor            | 1996 | Maximum Press        |
| Poison Elves: Traumatic Dogs             | Pinup            | 1996 | Sirius Entertainment |
| Gen 13 Bootleg Nr. 5 und 6               | Autor            | 1997 | Image Comics         |
| Wolff & Byrd's Secretary MAVIS Nr. 1     | Pinup            | 1998 | Exhibit A Press      |
| Buffy the Vampire Slayer >Willow & Tara< | Zeichner & Autor | 2001 | Dark Horse Comics    |
| DC 1st: Batgirl/Joker Nr. 1              | Zeichner         | 2002 | DC Comics            |
| Birds of Prey Nr. 47 bis 49              | Autor            | 2002 | DC Comics            |

### Sammelbände, Nachdrucke, Neuauflagen

#### Sammelbände

##### Softcover Paperbacks
| STRANGERS IN PARADISE | STRANGERS IN PARADISE      | STRANGERS IN PARADISE | STRANGERS IN PARADISE |
| Nr.                   | Titel                      | enthält               | Datum                 |
| --------------------- | -------------------------- | --------------------- | --------------------- |
| 1                     | „The collected SiP Vol. 1“ | Vol.1 # 1-3           | Aug. 1994             |
| 2                     | „I dream of you“           | Vol.2 # 1-9           | Mai 1996              |
| 3                     | „It's a good life“         | Vol.2 # 10-13         | Okt. 1996             |
| 4                     | „Love me tender“           | Vol.3 # 1-5           | Dez. 1997             |
| 5                     | „Immortal Enemies“         | Vol.3 # 6-12          | Mai 1998              |
| 6                     | „High school!“             | Vol.3 # 13-16         | Feb. 1999             |
| 7                     | „Sanctuary“                | Vol.3 # 17-24         | Nov. 1999             |
| 8                     | „My other life“            | Vol.3 # 25-30         | Juli 2000             |
| 9                     | „Child of Rage“            | Vol.3 # 31-32,34-38   | Feb. 2001             |
| 10                    | „Tropic of Desire“         | Vol.3 # 39-43         | Sep. 2001             |
| 11                    | „Brave new world“          | Vol.3 # 44-45, 47-48  | Juli 2002             |
| 12                    | „Heart in hand“            | Vol.3 # 50-54         | März 2003             |
| 13                    | „Flower to flame“          | Vol.3 # 55-60         | Nov. 2003             |
| 14                    | „David's Story“            | Vol.3 # 61-63         | Juni 2004             |
| 15                    | „Tomorrow Now“             | Vol.3 # 64-69         | Nov. 2004             |
| 16                    | „Molly & Poo“              | Vol.3 # 46, 49, 73    | Mai 2005              |
| 17                    | „Tattoo“                   | Vol.3 # 70-72, 74-76  | Dez. 2005             |
| 18                    | „Love and Lies“            | Vol.3 # 77-82         | Juli 2006             |
| 19                    | „Ever After“               | Vol.3 # 83-90         | Juli 2007             |

| ...PARADISE, TOO! | ...PARADISE, TOO!      | ...PARADISE, TOO! | ...PARADISE, TOO! |
| Nr.               | Titel                  | enthält           | Datum             |
| ----------------- | ---------------------- | ----------------- | ----------------- |
| 1                 | „Drunk Ducks“          | Nr. 1-10          | Aug. 2002         |
| 2                 | „Checking for Weirdos“ | Nr. 11-14         | Apr. 2003         |

##### Hardcover Alben
| STRANGERS IN PARADISE | STRANGERS IN PARADISE       | STRANGERS IN PARADISE | STRANGERS IN PARADISE |
| Nr.                   | Titel                       | enthält               | Datum                 |
| --------------------- | --------------------------- | --------------------- | --------------------- |
| 1                     | The complete SiP Volume 1   | Vol.1 #1-3            | Juni 1998             |
| 2                     | The complete SiP Volume 2   | Vol.2 #1-13           | März 1999             |
| 3                     | The complete SiP Vol.3 Pt.1 | Vol.3 #1-12           | Feb. 2000             |
| 4                     | The complete SiP Vol.3 Pt.2 | Vol.3 #13-15, 17-25   | Okt. 2000             |
| 5                     | The complete SiP Vol.3 Pt.3 | Vol.3 #26-32, 34-38   | Aug. 2001             |
| 6                     | The complete SiP Vol.3 Pt.4 | Vol.3 #39-46, 49      | Aug. 2002             |
| 7                     | The complete SiP Vol.3 Pt.5 | Vol.3 #47-48, 50-57   | Juni 2003             |
| 8                     | The complete SiP Vol.3 Pt.6 | Vol.3 #58-69          | Dez. 2004             |
| 9                     | The complete SiP Vol.3 Pt.7 | Vol.3 #70-            | Aug. 2006             |

#### Nachdrucke
| STRANGERS IN PARADISE | STRANGERS IN PARADISE   | STRANGERS IN PARADISE | STRANGERS IN PARADISE |
| --- | ----------------------- | --------------------- | --------------------- |
| Volume 1 - Nr. 1 bis 3 | Zweit- und Drittauflage | 1997                  | Antarctic Press       |
| Volume 2 - Nr. 1 bis 13 | Zweitauflage            | 1998                  | Abstract Studio       |
| Volume 2 Nr. 14 (Molly & Poo) wurde in Volume 3 als reguläre Ausgabe Nr. 49 nochmals aufgelegt und dabei in die Handlung von SiP integriert. |                         |                       |                       |

#### Neuauflagen
Mit Ausnahme von Volume 2 Nr. 14 wurden 1998 und 1999 alle Hefte der ersten beiden Volumes von Abstract Studio für Sammler ein weiteres Mal aufgelegt. Hauptsächlich unterscheiden sich die Hefte von den alten Ausgaben dadurch, dass der Schriftzug „Strangers in Paradise“ auf der Titelseite jedes Hefts in gold-glänzenden Buchstaben ausgeführt ist.

### Sonstige Publikationen

#### Interviews und Reportagen
| Cerebus #186 (Magazin)        | Vorschau auf SiP | 1994 | Aardvark-Vanaheim Inc. |
| GASP! (Magazin)               | Vorschau auf SiP | 1994 | Small Press Sampler    |
| Wizard # 71 (Magazin)         | Mini Zeichenkurs | 1997 | Wizard Press           |
| Terry Moore: „Paradise Found“ | DVD 120 Min.     | 2004 | Hero Video Productions |

## Fanartikel
Im Laufe von 13 Jahren und mit stetig steigendem Bekanntheitsgrad haben sich zu Terry Moores literarischem Werk auch zahlreiche Fanartikel gesellt, die von ihm selbst gestaltet oder entworfen wurden. Dazu zählen Anstecknadeln, T-Shirts, Kalender, Sammelkarten (Trading Cards), Statuetten und zahlreiche andere Artikel.